# I Am Nemesis
I Am Nemesis är det tyska metalcore-bandet Calibans åttonde studioalbum, utgivet i februari 2012 på Century Media Records och i Japan på Howling Bull, där med en bonus-EP med coverlåtar.
Mitch Lucker (Suicide Silence) och Marcus Bischoff (Heaven Shall Burn) bidrog med gästsång.
I Am Nemesis tog sig in på de tyska, österrikiska och schweiziska topplistorna, som högst på plats 21 (Tyskland).
Albumet producerade två musikvideor: "We Are the Many" och "Memorial".

## Låtlista
1. "We Are the Many" – 4:00
2. "The Bogeyman" – 3:07
3. "Memorial" – 4:19
4. "No Tomorrow" – 3:26
5. "Edge of Black" – 4:57
6. "Davy Jones" – 4:05
7. "Deadly Dream" – 4:01
8. "Open Letter" – 3:37
9. "Dein R3.ich" – 3:30
10. "Broadcast to Damnation" – 3:31
11. "This Oath" – 3:29
12. "Modern Warfare" – 3:21

Bonusspår på den japanska utgåvan
1. "Pulse" (The Mad Capsule Markets-cover)  – 3:10

Coverfield II (EP)
1. "Shout at the Devil" (Mötley Crüe-cover) – 3:15
2. "Sonne" (Rammstein-cover)  – 3:59
3. "Feasting on the Blood of the Insane" (Six Feet Under-cover) – 4:35
4. "Die, Die My Darling" (Misfits-cover)  – 3:12
5. "Blinded by Fear" (At the Gates-cover) – 3:13
6. "High Hopes" (Pink Floyd-cover)  – 6:36
7. "Among the Living" (Anthrax-cover) – 5:29
8. "Edge of Black" (Remix) – 3:31

## Medverkande
Musiker
- Andreas Dörner – sång
- Marc Görtz – gitarr
- Denis Schmidt – gitarr
- Marco Schaller – basgitarr
- Patrick Grün – trummor

Bidragande musiker
- Mitch Lucker – sång
- Marcus Bischoff – sång
- Benny Richter – sång, keyboard
- Christoph Koterzina – sång, bakgrundssång

Produktion
- Benny Richter – producent, inspelningstekniker
- Marc Görtz – producent
- Marcel Neumann – producent
- Dominic Paraskevopoulos – inspelningstekniker
- Klaus Scheuermann – mixning
- J. Oliver Wiebe – mastering
- Mark Krämer – albumkonst